# Storena exornata
Storena exornata là một loài nhện trong họ Zodariidae.
Loài này thuộc chi Storena. Storena exornata được Tord Tamerlan Teodor Thorell miêu tả năm 1887.